# Black Friday
Black Friday (em tradução literal do inglês: sexta-feira negra) é o dia que inaugura a temporada de compras natalícias com significativas promoções em muitas lojas retalhistas (varejistas) e grandes armazéns (atacarejos). É um dia depois do Dia de Ação de Graças nos Estados Unidos, ou seja, celebra-se no dia seguinte à quarta quinta-feira do mês de novembro. Em 2025 a Black Friday cai em 28 de novembro.
Esta festividade começou nos Estados Unidos e  com a ajuda das novas tecnologias e a promoção deste dia por parte das diversas empresas vem-se estendendo pelo resto dos países do mundo. 
A Black Friday é uma das datas mais importantes para o setor varejista, porque representa ótimas oportunidades de compra para os clientes e muitas vendas para os lojistas. No Brasil em 2019, por exemplo, o faturamento da data foi de R$ 3,2 bilhões, o que representou vinte vezes mais vendas do que o resto do ano.
Só no e-commerce, a Black Friday atingiu um faturamento de R$ 5,23 bilhões no Brasil em 2023, de acordo com levantamento da levantamento da Neotrust e ClearSale. O ticket médio (valor singular de cada comprador) subiu 1,7% em comparação com 2022.
Como complemento ao evento, existe a Cyber Monday, que é um dia dedicado às compras pela Internet e que é celebrado na segunda-feira depois da Ação de Graças.

## Etimologia

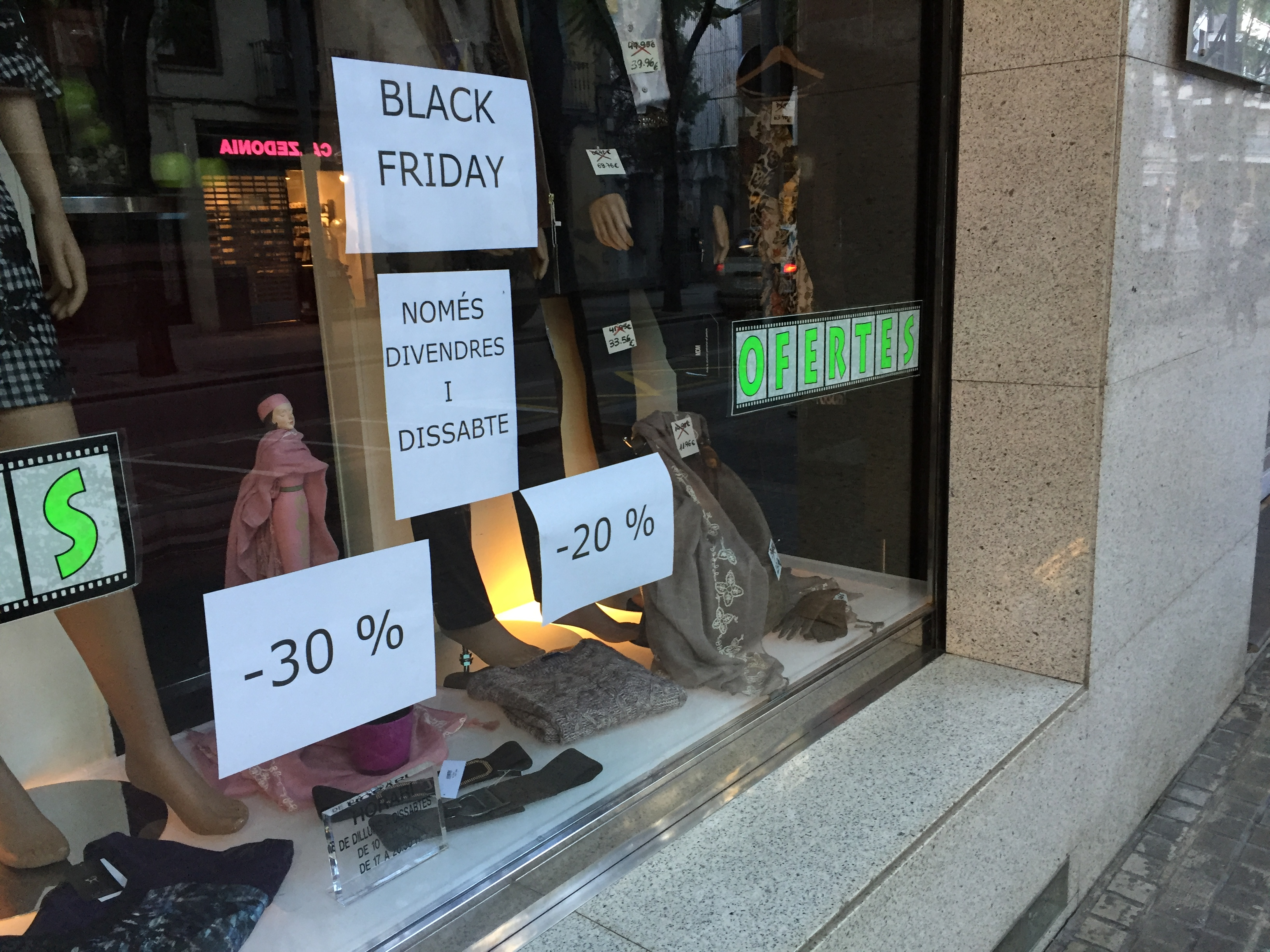
Grandes descontos numa loja durante o Black Friday.

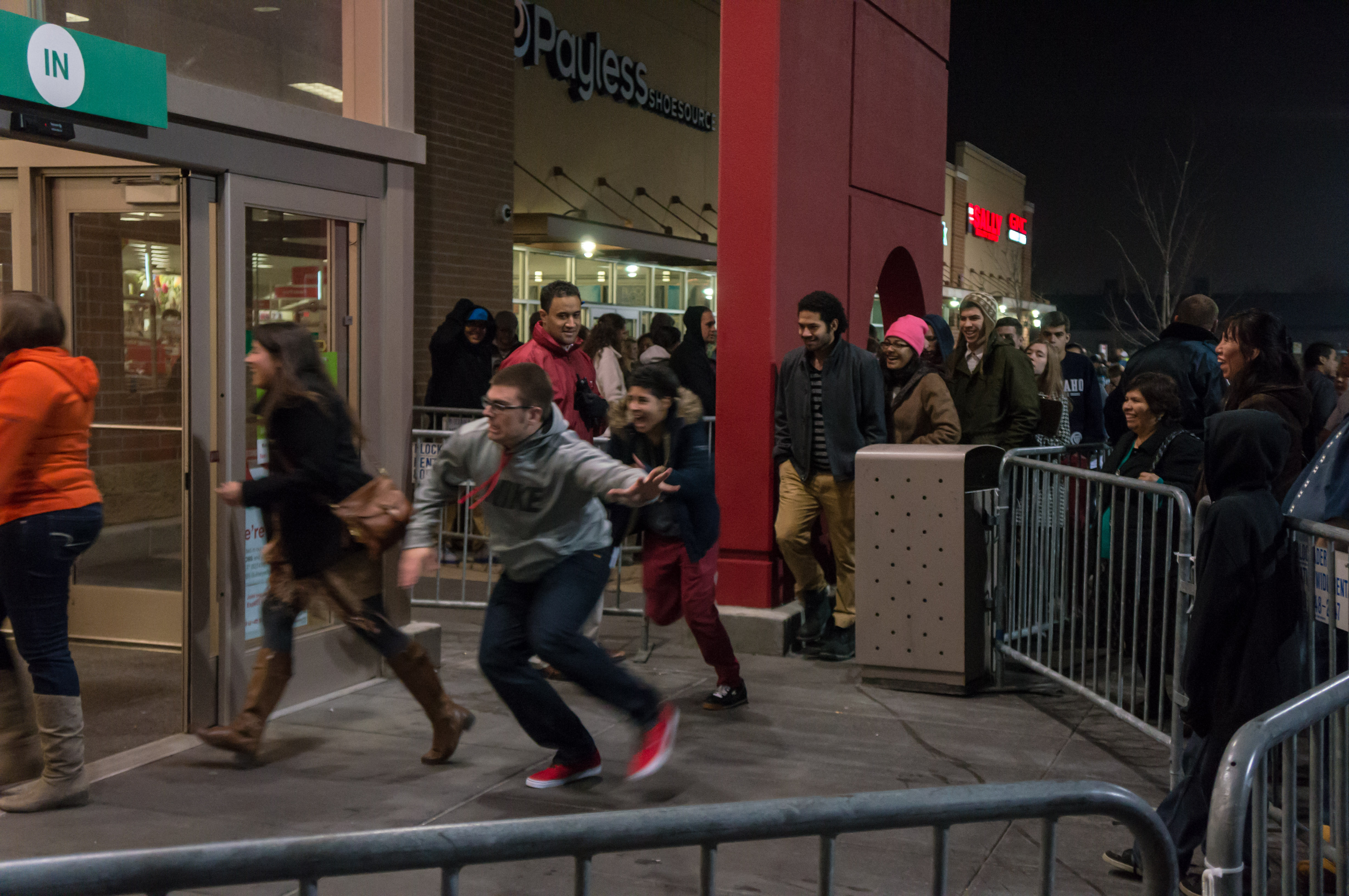
Potenciais consumidores entrando rapidamente num centro comercial para comprar primeiro.

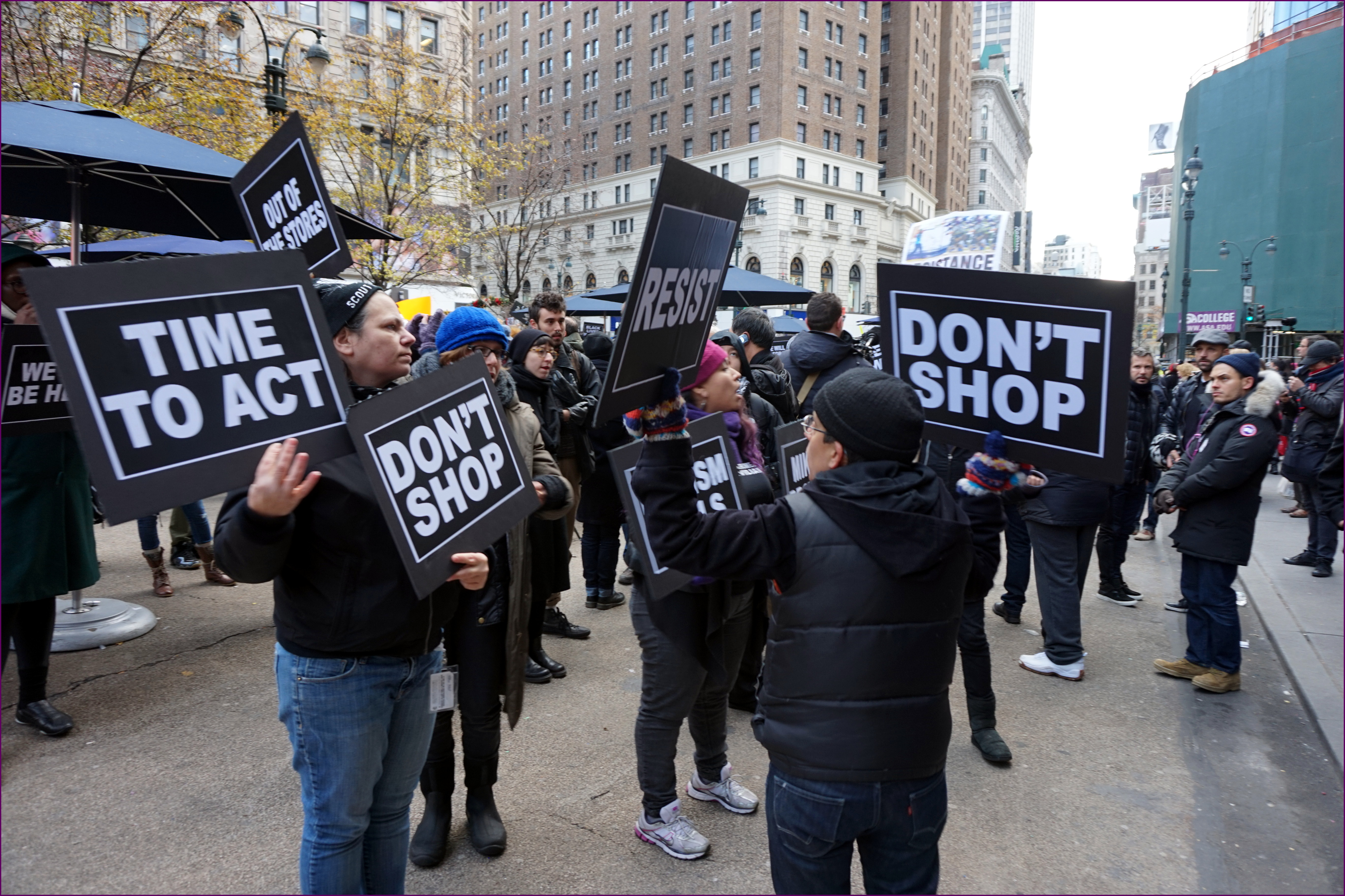
Protestos contra o Black Friday por considerá-lo uma festa do consumismo.

Há vestígios de que a denominação surgiu no início dos anos 60 em Filadélfia, quando a polícia local chamava de Black Friday o dia seguinte ao feriado de Ação de Graças. Havia sempre muitas pessoas e congestionamentos enormes, já que a data abria o período de compras para o Natal. O termo já foi associado com a crise financeira que atingiu os Estados Unidos em 1869. Também passou a ser usado em 1966 por milhares de pessoas em torno do mundo, mas só se tornou popular em 1975, quando o uso do termo passou a ser conhecido por meio de artigos publicados em jornais que abordavam a loucura da cidade durante o evento.
Já se referiu ao período de conforto financeiro para os varejistas. No início de 1980, foi criada uma teoria que usava a cor vermelha para se referir aos valores negativos de finanças e a cor preta para indicar valores positivos. O período negativo correspondia ao período de janeiro a novembro e o lucro acontecia no dia seguinte ao Dia de Ação de Graças e permanecia até o fim do ano.
Alguns anos depois, Black Friday foi o nome usado pelos varejistas para indicar o período de maior faturamento e desde então é a data mais agitada do varejo no país. No dia do evento muitas lojas abrem bem cedo, algumas com até quatro horas de antecedência para atrair o maior número de consumidores através de ofertas. Milhares de pessoas aguardam em filas enormes. Embora não seja um feriado, muitas pessoas ganham o dia de folga[carece de fontes?] e se tornam consumidores com grande potencial. O dia também é conhecido por dar início à temporada de compras de natal. A popularidade do evento é grande, sendo que os descontos oferecidos são considerados mais atrativos do que os natalinos por muitos consumidores.

## Black Fridayno Brasil
A primeira Black Friday do Brasil aconteceu no dia 28 de novembro de 2010 e foi totalmente online. A data reuniu mais de 50 lojas do varejo nacional.
Em 2013, a Black Friday no Brasil bateu seu recorde, faturando R$ 770 milhões em comércio online. Os produtos mais almejados são televisores e smartphones. A média de desconto para aparelhos celulares foi de 16% e para televisores chegou a 19%.
Segundo a consultoria E-Bit, em 2014, a data gerou R$ 1,2 bilhão em vendas somente na internet, que corresponde a 3,5% do faturamento anual, consolidando assim a Black Friday como uma das datas mais importantes para o comercio online.
Para evitar práticas fraudulentas, como a maquiagem de preços e falsos descontos, como a "pela metade do dobro", a Câmara Brasileira de Comércio Eletrônico (Câmara e-net) criou o código de ética para a Black Friday e publicou uma lista com as lojas participantes que foram regulamentadas segundo as normas da cláusula.
Assim como nos Estados Unidos, a Black Friday acontece anualmente na sexta-feira seguinte à quarta quinta-feira de novembro. Há registros de que o evento também aconteça em lojas físicas, pelo menos no Brasil e Estados Unidos. Outro problema sério que ocorre no Brasil são os descontos "maquiados", ou seja, as lojas sobem o preço alguns dias antes da Black Friday e abaixam no dia do evento, alegando "megadescontos".
A segunda edição da Black Friday, em 25 de novembro de 2011, rendeu um faturamento de 100 milhões para o e-commerce brasileiro, representando um incremento de 80% em relação ao ano de estreia país. Após o sucesso de vendas da Black Friday, o Cyber Monday também foi importado para o Brasil.
A terceira Black Friday ocorreu em 23 de novembro de 2012, em mais de 300 lojas virtuais, e foi a primeira vez que lojas de decoração participaram do evento. As empresas Carrefour, Walmart, Extra, Ponto Frio, Submarino, Americanas.com, Saraiva e Fast Shop também foram notificadas pelo Procon por indícios de maquiagem nos descontos.
A quarta Black Friday, que caiu no dia 29 de novembro de 2013, mais uma vez bateu recorde de vendas, contemplando a venda tanto de bens, como produtos diversos, imóveis, carros, artigos infantis; utilidades domésticas, quanto de serviços, como turismo, festas infantis e comunicação. Segundo pesquisa do Provar (Programa de Administração do Varejo), o preço de 21% dos produtos foram aumentados na Black Friday, o que gerou indignação nos e-consumidores, que usaram a expressão "Black Fraude" para se referir ao evento. Houve um movimento nas redes sociais de posts de print screen dos preços e seu aumento à medida que o dia da Black Friday Brasil se aproximava. Devido a essas incidências, a empresa Reclame Aqui lançou uma ferramenta de monitoramento, onde os usuários podiam conferir a reputação das empresas das quais desejavam efetuar compras e também reclamar ou denunciar práticas irregulares nas promoções.
O evento não tem regulamentação, nem organização centralizada. Qualquer empresa, tanto virtual quanto física, pode fazer promoções com o nome Black Friday. A procura pelo termo 'Black Friday' em 2013 cresceu mais de 300% em relação a 2012, o que levou muitas agências de publicidade a se colocarem como centrais oficiais do evento.
Em 2016, as vendas cresceram 17%, chegando a R$ 2,1 bilhões, mas acabou decepcionando muitos lojistas, que esperavam um crescimento ainda maior, freado por conta da crise econômica enfrentada no país.
Em 2017 a Black Friday ocorreu no dia 24 de novembro. Somente no Brasil, a Black Friday gerou um faturamento de R$ 2,1 bilhões para o e-commerce. Uma alta de 10,3%, levando em consideração o mesmo período do ano passado.
Em 2024, a Black Friday ocorreu no dia 29 de novembro. Um estudo realizado pelo Pagar.me, meio de pagamento digital da StoneCo., em parceria com o E-commerce Brasil, portal especializado em comércio eletrônico, com a Equals, plataforma de gestão financeira inteligente e com a Nuvemshop, plataforma de e-commerce, apontou que o Pix foi a principal forma de pagamento oferecida pelas lojas.

### Fraudes
Apesar da proposta do evento, alguns lojistas elevam deliberadamente o preço dos produtos antes da Black Friday para poder anunciá-lo por um preço mais baixo durante o evento, de modo a fazer o consumidor acreditar que está fazendo um bom negócio. Por conta disso, o Procon de diversos estados do país realizam o monitoramento dos preços a fim de evitar fraudes.
De acordo com um estudo realizado em 2014 pela Opinion Box em parceria com o Mundo Marketing, três em cada quatro internautas brasileiros pretendiam aproveitar a data para realizar compras online. Apesar de vários outros números positivos apresentados pela pesquisa, foi constatado que 42% dos entrevistados ainda desconfiavam dos descontos oferecidos no Black Friday.
O Procon-SP iniciou em 2013 uma listagem de e-commerces não confiáveis. Trata-se de uma lista de websites que devem ser evitados principalmente na Black Friday, pois tiveram reclamações de consumidores registradas no órgão, foram notificados e não responderam ou não foram encontrados.